# 44 Dywizjon Rakiet Taktycznych
44 Dywizjon Rakiet Taktycznych – samodzielny pododdział wojsk rakietowych i artylerii ludowego Wojska Polskiego.

## Formowanie i zmiany organizacyjne
Jeszcze wiosną 1963 uruchomiono proces formowania dywizjonów rakiet taktycznych, które postanowiono włączyć w skład dywizji ogólnowojskowych.
Zarządzeniem szefa SG WP nr 0117/Org. z 30 lipca 1968 na etatach 4/243 sformowano od nowa 42 dywizjon artylerii przeznaczony dla 9 Drezdeńskiej Dywizji Zmechanizowanej.
W skład dywizjonu początkowo wchodziły: dowództwo i sztab, bateria dowodzenia, dwie baterie startowe (w każdej jedna wyrzutnia), pluton obsługi technicznej i pluton zaopatrzenia.
Dywizjon stacjonował w Toruniu . Jednostka posiadała etat nr 30/110 i uzbrojona była w dwie wyrzutnie 2P16. Zgodnie z dyslokacją, na czas pokoju, podporządkowany był dowódcy Pomorskiego Okręgu Wojskowego.
Zarządzeniem szefa SG WP 07/Org. z 18 stycznia 1979 44 drt włączono na czas „P" w skład 6 Brygady Artylerii Armat, z wydzieleniem na czas „W" do 9 Dywizji Zmechanizowanej z nowym etatem 30/710.
Pod koniec 1988 44 dywizjon rakiet taktyczny posiadał etat nr 30/244, a jego podstawowe wyposażenie stanowiły dwie wyrzutnie 9P113.

## Skład organizacyjny
dowództwo i sztab
- bateria dowodzenia
- 2 baterie startowe
  - dwa plutony
- pluton obsługi technicznej
- pluton remontowy
- pluton zaopatrzenia
- pluton medyczny

Razem w drt:
- 4 wyrzutnie rakiet taktycznych R-70